# Egyptische sprinkhaan
De Egyptische treksprinkhaan, Egyptische boomsprinkhaan of bloemkoolsprinkhaan (Anacridium aegyptium) is een rechtvleugelig insect uit de familie van de veldsprinkhanen (Acrididae) en de onderfamilie Cyrtacanthacridinae.

## Kenmerken
De kleur is bruin tot groen, vooral de nimfen vertonen een grote verscheidenheid. Het halsschild heeft drie dwarsgroeven. De achterzijde van de schenen van het achterste potenpaar is blauw gekleurd. Enkele typische kenmerken zijn de verticaal gestreepte ogen en de stekelachtige knobbel tussen de voorpoten aan de buikzijde. Mannetjes bereiken een lengte van ongeveer 35 millimeter, de vrouwtjes worden aanzienlijk groter tot 65 mm.

## Verspreiding
De Egyptische treksprinkhaan leeft rond de Middellandse Zee in zuidelijk Europa en noordelijk Afrika. De soort komt in het wild niet voor in noordelijk Europa maar duikt door de import van planten overal op. Ook in Nederland en België zijn waarnemingen bekend en zelfs in Denemarken is de soort aangetroffen.

## Levenswijze
De Egyptische treksprinkhaan is het gehele jaar door actief. Hoewel hij soms wordt gerekend tot de treksprinkhanen is het een solitaire sprinkhanensoort, die dus geen zwermen vormt en onschadelijk is. Wel kent de Egyptische sprinkhaan de diapauze, waarin het voortplantingsproces tijdelijk wordt onderbroken totdat de omstandigheden gunstig zijn.

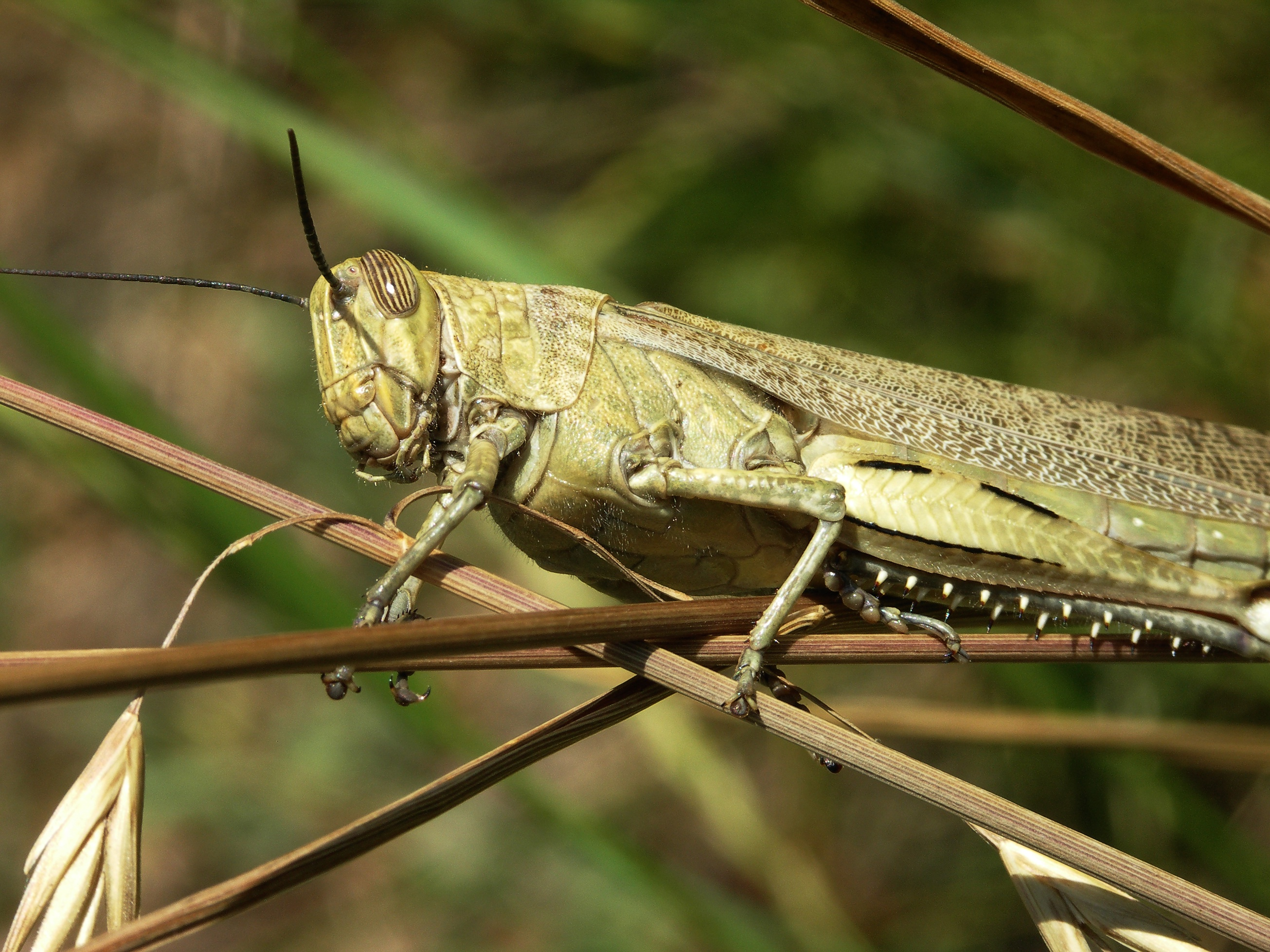
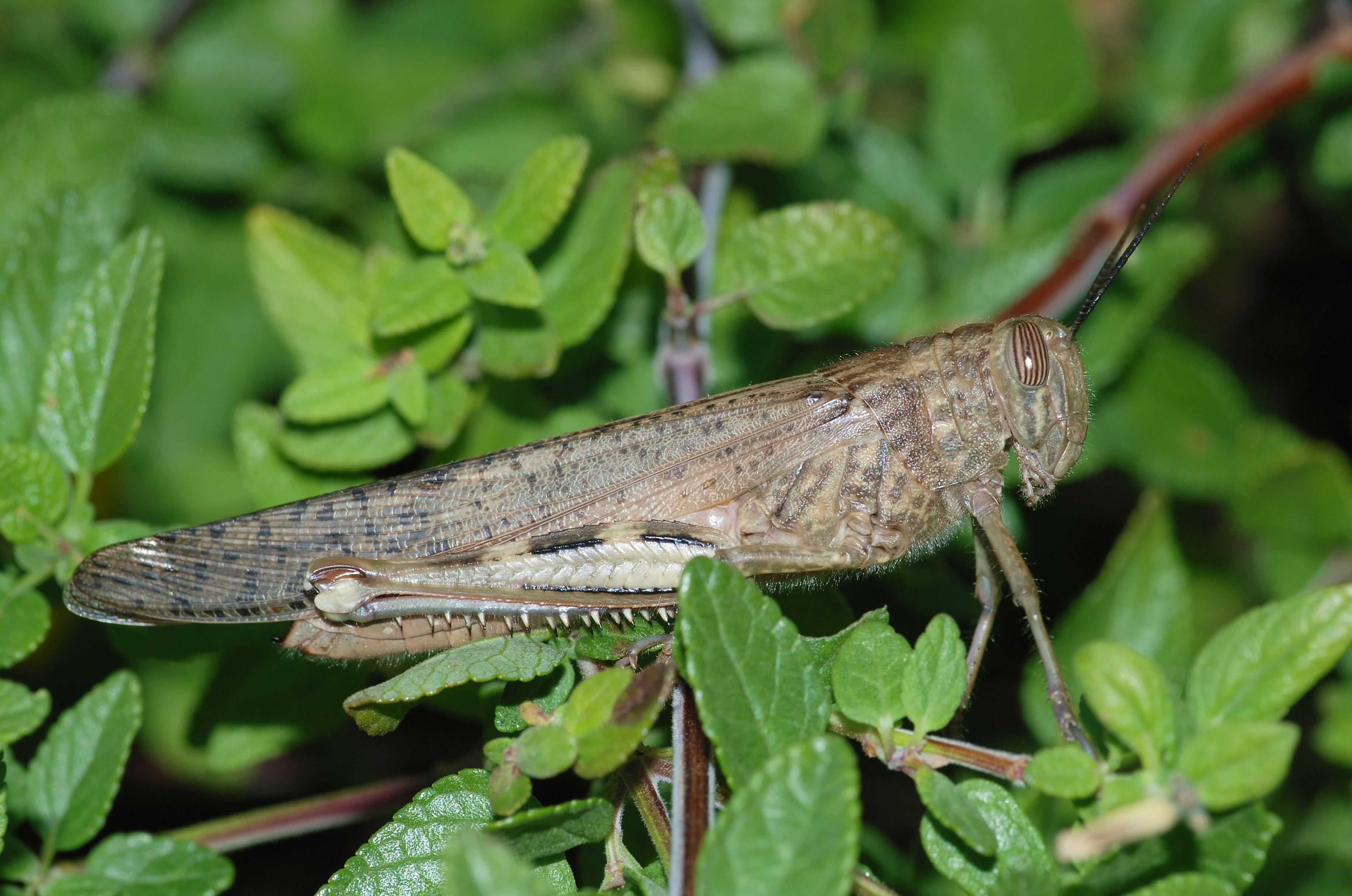
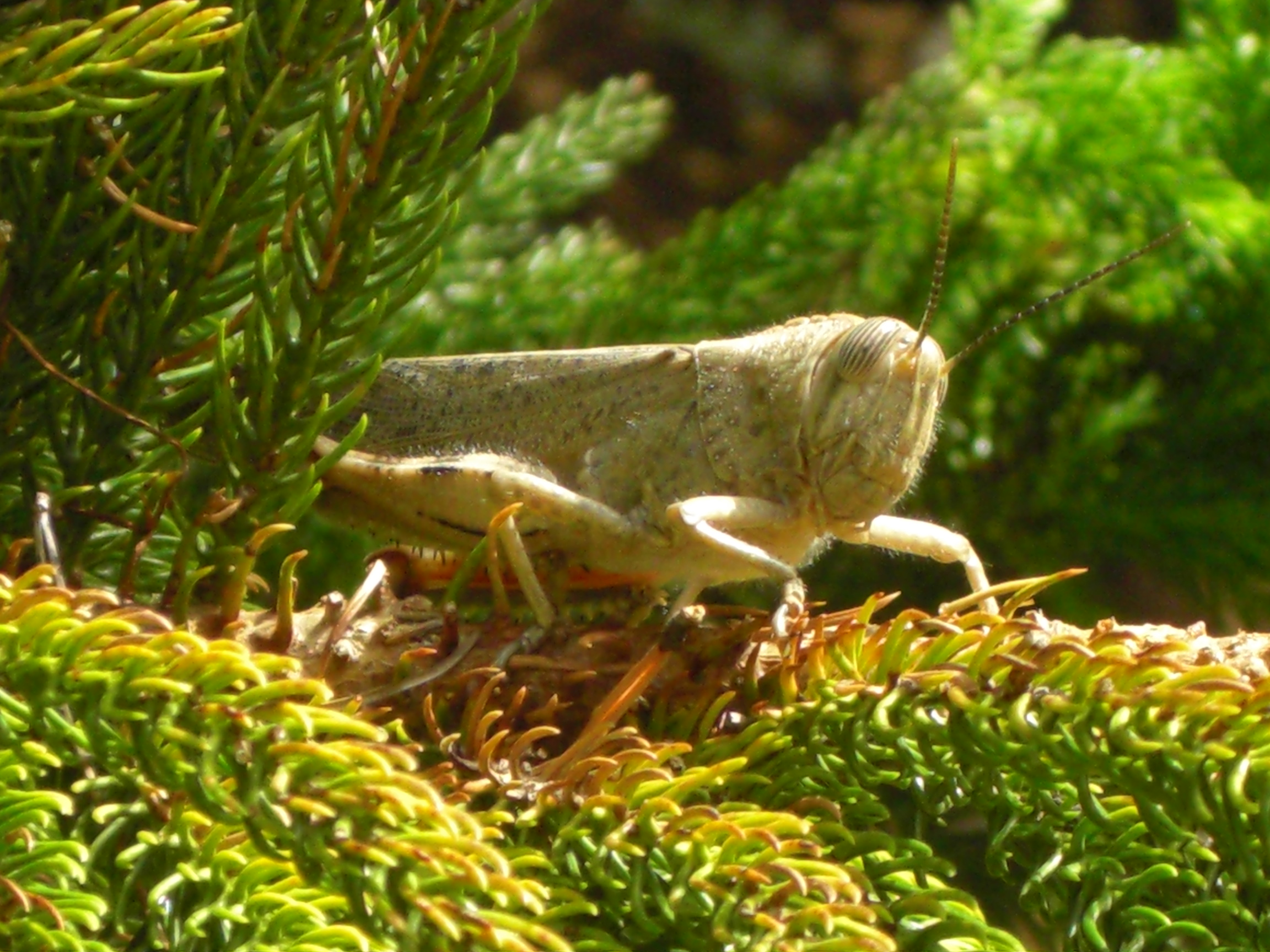
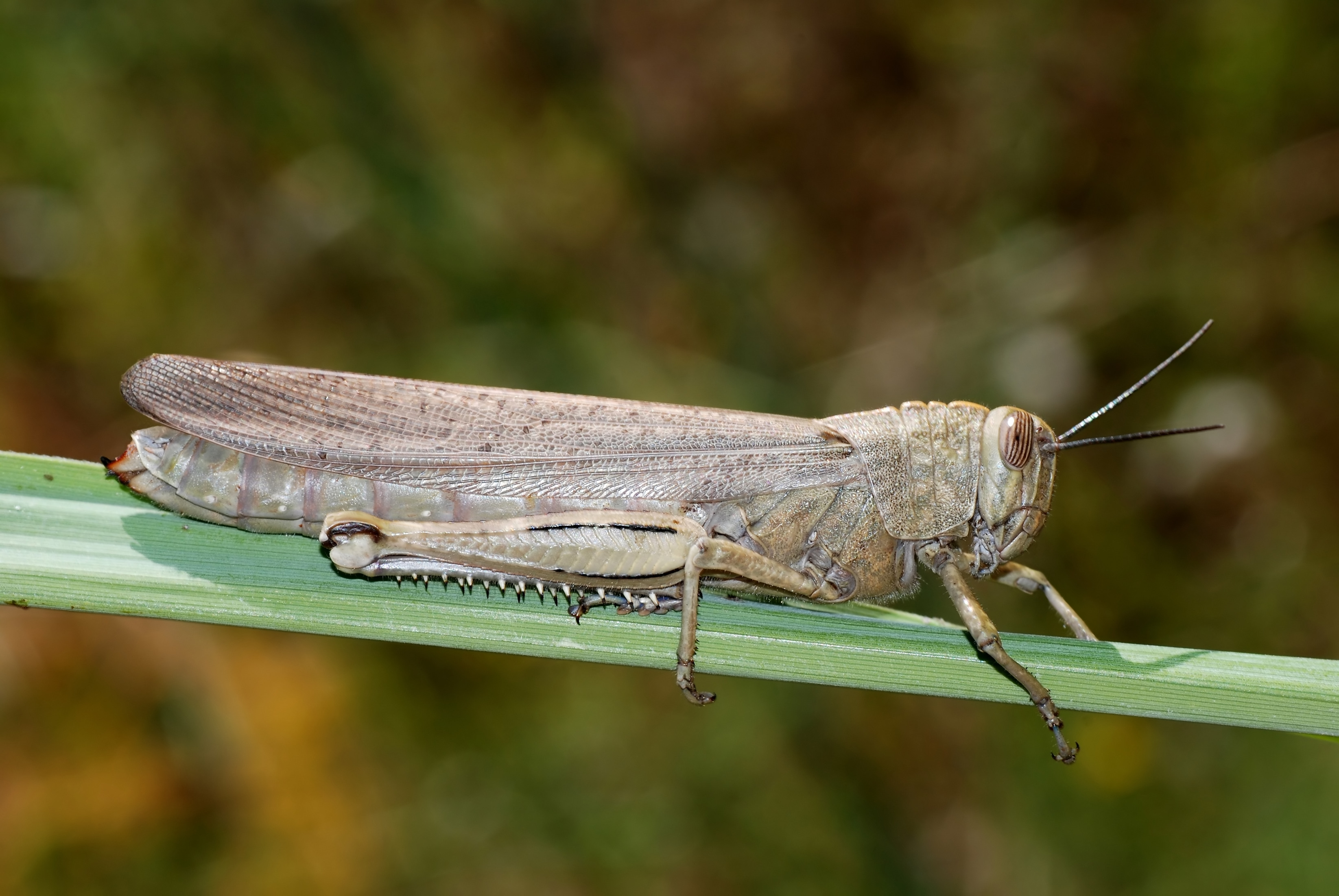
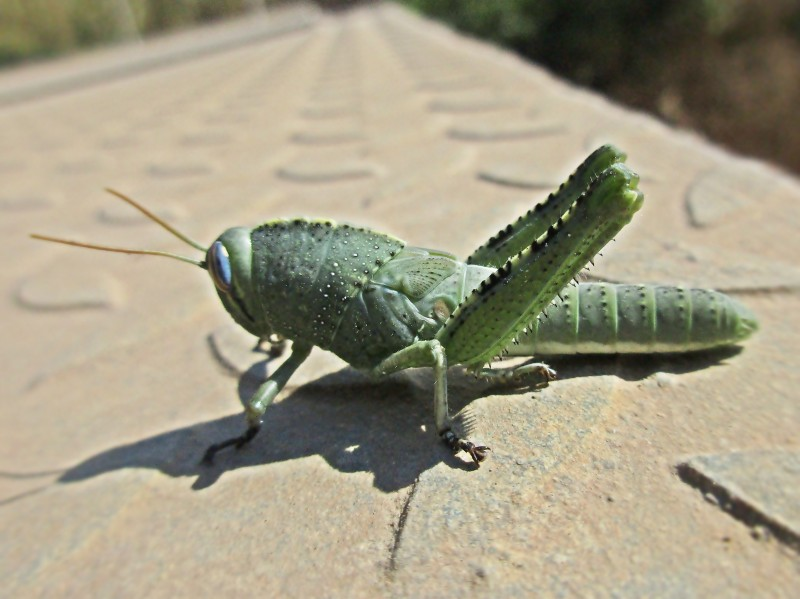
nimf
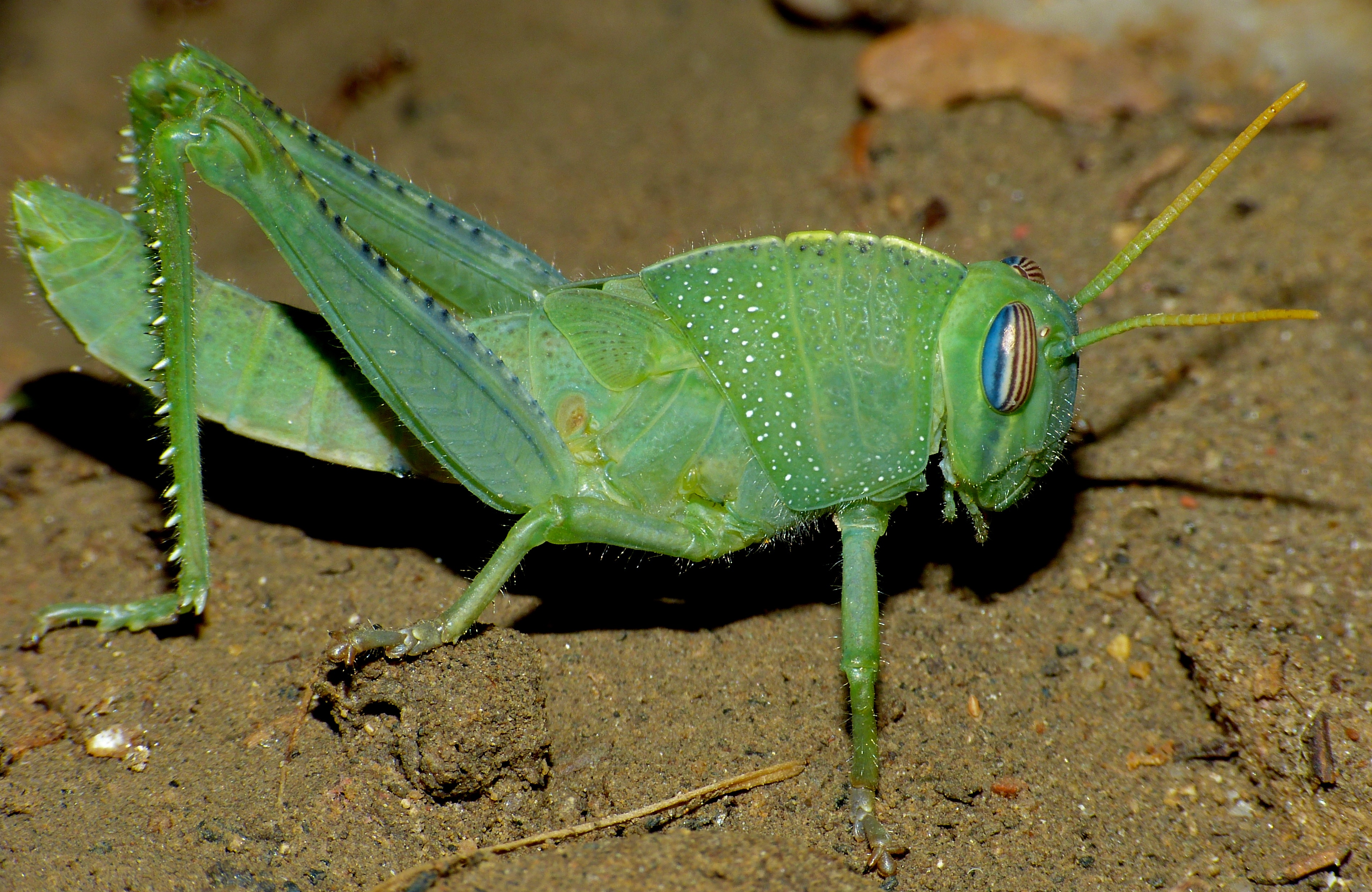
nimf